# تل جيجان
تل جيجان قرية سورية تقع في ناحية أخترين من منطقة أعزاز في محافظة حلب، سوريا. تتميز القرية بارتفاعها بمقدار 518 متر عن سطح البحر.

## تاريخ
أصبحت تل جيجان تحت سيطرة قوات سوريا الديموقراطية بعد هزيمة قوات داعش في هجوم غرب الباب في خريف 2016. تمكن أحرار الشرقية من السيطرة مؤقتاً على القرية بعد معركة مع القوات الكردية في يوليو 2017. في أوائل ديسمبر 2024، تمكن الجيش الوطني السوري التابع لتركيا من السيطرة التامة على المنطقة ضمن عملية فجر الحرية.